# Sommer-Paralympics 2008/Teilnehmer (Brasilien)
| stlisierte Goldmedaille | stlisierte Silbermedaille | stlisierte Bronzemedaille |
| ----------------------- | ------------------------- | ------------------------- |
| 16                      | 14                        | 17                        |

Brasilien nahm mit 199 Athleten an den Sommer-Paralympics 2008 im chinesischen Peking teil.
Insgesamt verbuchten die brasilianischen Athleten 47 Medaillen, davon waren 16 Gold-, 14 Silber- und 17 Bronze-Medaillen. Fahnenträger beim Einzug der Mannschaft war der Judoka Antonio Tenorio Silva.

## Teilnehmer nach Sportart

### Boccia
- Einzel BC4
  - Dirceu Pinto (Gold )
  - Eliseu Santos (Bronze )
- Doppel BC4 (Gold )
  - Dirceu Pinto
  - Eliseu Santos

### Goalball
- Männer
  - Alexsander Celente
  - Romario Marques
  - Thiago Costa
  - Legy Freire
  - Paulo Homem
  - Luiz Silva Filho
- Frauen
  - Claudia Amorim
  - Neuzimar Santos
  - Luana Silva
  - Simone Silva
  - Adriana Lino
  - Ana Carolina Custodio